# Xianyou
Xianyou, tidigare romaniserat Sienyu, är ett härad  i staden Putian i provinsen Fujian i sydöstra Kina. Det ligger omkring 91 kilometer sydväst om provinshuvudstaden Fuzhou.

## Historia
Häradet skapades år 699 när Putian härad delades i två och fick sitt nuvarande namn 722. Under Qingdynastin löd Xianyou härad under dåvarande prefekturen Xinghua.

## Administrativ indelning
Xianyou är indelat i ett stadsdelsdistrikt, tolv köpingar och fem socknar.
Stadsdelsdistrikt (jiedao):

- Licheng (鲤城街道)

Köpingar (zhen):

- Bangtou (榜头镇)
- Daji (大济镇)
- Duwei (度尾镇)
- Fengting (枫亭镇)
- Gaiwei (盖尾镇)
- Jiaowei (郊尾镇)
- Laidian (赖店镇)
- Linan (鲤南镇)
- Longhua (龙华镇)
- Youyang (游洋镇)
- Yuanzhuang (园庄镇)
- Zhongshan (钟山镇)

Socknar (xiang):

- Caixi (菜溪乡)
- Shexing (社硎乡)
- Shicang ( 石苍乡)
- Shufeng (书峰乡)
- Xiyuan (西苑乡)